# Primagaz
Primagaz is een merk waaronder in een groot aantal landen vloeibaar propaan (lpg) wordt verkocht, vooral in tal van Europese landen. Het meest bekend zijn de gasflessen, maar ook vullingen voor lpg-tanks worden geleverd. Een zeer belangrijke verkoopmaatschappij is het Franse Cie. des gaz de pétrole Primagaz. De Belgische verkoopmaatschappij bevindt zich te Tessenderlo. De Nederlandse vestiging van Primagaz bevond zich te Zutphen maar is verhuisd naar Deventer. 

## Geschiedenis
De naam is voortgekomen uit een merknaam van SHV. In 1931 bezong Louis Davids het gas in een commerciële meezinger, die destijds tijdens het voorprogramma van bioscoopfilms ten gehore werd gebracht. Het lied was getiteld: 't is prima (het gas in de flesch). Het liedje werd opgenomen op een 78 toerenplaat die als geschenk werd aangeboden. De boodschap was: liefde brengt warmte, de wetenschap brengt licht, en dit prima gas brengt het allebei. Niettemin werd het gas vooral voor kookdoeleinden aangeprezen, ter vervanging van het kolenfornuis. Het gas was overigens afkomstig van de American Petroleum Company (APC), de in 1891 opgerichte Nederlandse vestiging van Standard Oil.
De verkoop van lpg werd onderdeel van SHV Gas, en werd na 1970 ook onder de naam Calpamgas verkocht. Calpamgas zetelde in Zutphen. Begin jaren 90 van de 20e eeuw ging het samen met Polygas te Deventer en aldus ontstond de huidige handelsmaatschappij Primagaz. Ook Polygas dateert van tientallen jaren voor de Tweede Wereldoorlog. Oude merknamen waren MEA Gas, Brabant Gas en Hazeleger.
In 2009 werd Primagaz de exclusieve vertegenwoordiger in de Benelux van Coleman Benelux, de leverancier van Campingaz.
Begin 2011 begon Primagaz met een nieuw label gericht op duurzame decentrale energieopwekking, genaamd Prima Energy.
Op 1 oktober 2020 werd bekend dat DCC, eigenaar van Benegas, Primagaz Nederland wil overnemen. 19 januari 2021 heeft de ACM besloten dat deze overname (nog) niet mag doorgaan. Waarna de ACM op 31 mei 2021 bekend maakte dat de overname toch is toegestaan.  Hierop werd Primagaz op 1 juli 2021 overgenomen.  Met de overnamen verdwijnt de naam "Primagaz" van de Nederlandse markt.

## Sponsoring
In 2012 werd Primagaz hoofdsponsor van het Primagaz-Telstar Megastores schaatsteam. Dit marathonschaatsteam is in 2012 voortgekomen uit de SOS Kinderdorpen schaatsploeg (voorheen Adformatie). 